# Electrophaes unicolorata
Electrophaes unicolorata är en fjärilsart som beskrevs av Heydemann 1938. Electrophaes unicolorata ingår i släktet Electrophaes och familjen mätare. Inga underarter finns listade i Catalogue of Life.